# Bischofshol

Waldgaststätte Bischofshol (2007)

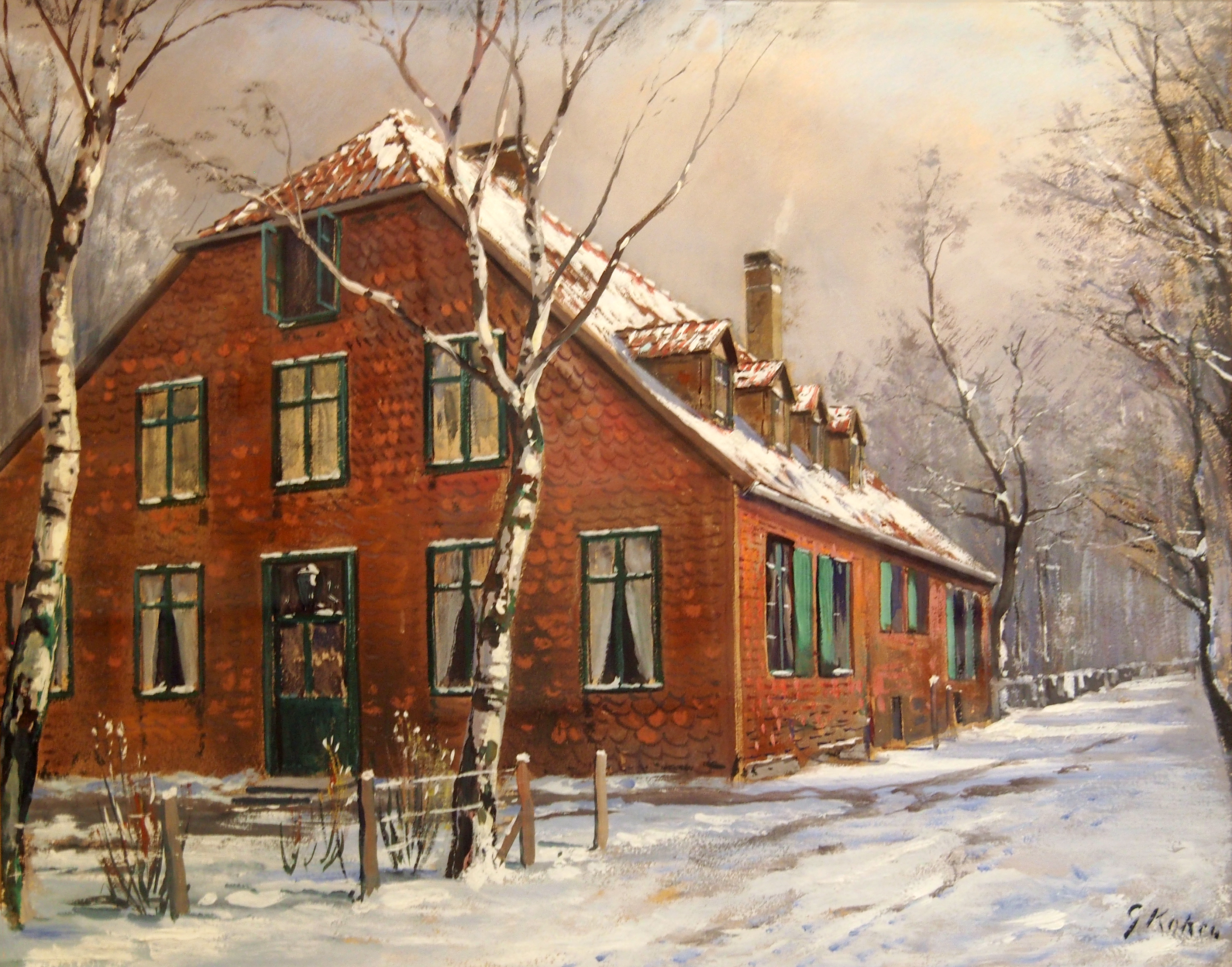
Bischofshole – Gemälde des Vorgängerbaus von Gustav Koken (Historisches Museum Hannover, 1901)

Bischofshol ist eine Waldgaststätte mit Hotel im Südteil des hannoverschen Stadtforstes Eilenriede, die sich an der Stelle eines früheren gleichnamigen Turms der hannoverschen Landwehr befindet.

## Geschichte
An der Stelle von Bischofshol wurde um 1460 ein Wartturm der Landwehr der Stadt Hannover errichtet, der 1461 erstmals erwähnt wurde („by dem nigen Torne geheten des Bischuppes holt“). Mit dem ersten Namensbestandteil war der Bischof von Hildesheim gemeint, für den zweiten Teil sind verschiedene Deutungen vorgeschlagen worden. Der Theologe Hans Werner Dannowski berichtet von verschiedenen Volksetymologien. So habe der Hildesheimer Bischof bei der Durchsetzung der Reformation in Hannover 1533 die altgläubigen Geistlichen und Ratsherren, die dem Druck der Straße gewichen waren, dort „abgeholt“ oder andersherum der Stadtrat den Bischof an dieser Stelle der Landwehr „abgeholt“, wenn er die Stadt besucht habe. Den Ursprung der erstgenannten Namensdeutung rekonstruierte Waldemar Bahrdt 1893 in seiner Geschichte der Reformation der Stadt Hannover; er wies auf David Meiers Bericht aus dem frühen 17. Jahrhundert hin, nach dem die Brüder des hannoverschen Minoritenklosters 1533 vertrieben und „gleich einer päpstlichen Prozession … ausgezogen“ seien. Diese Geistlichen seien „an der Grenze der Stadtbannmeile vom Bischofe von Hildesheim abgeholet“ worden seien, wie es Christian Ludwig Albrecht Patje 1817 formulierte. Bahrdt nannte diese Herleitung „thöricht“ und eine „Fabel“. Christian Ulrich Grupen führte 1740 in seinen Origines et Antiquitates Hannoverenses sieben Warten der Landwehr auf, darunter auch „Bischuppes Holt“. „Holt“ kann als Gehölz und damit als Bezeichnung für einen Wald verstanden werden, eine Deutung, die Waldemar Röhrbein vertritt („Holz des Bischofs“). In den von Hector Wilhelm Heinrich Mithoff untersuchten spätmittelalterlichen Lohnregistern der Stadt Hannover endet der Name der Warte auf „-hol“, „-hoel“ oder „-holl“, was laut Mithoffs Auswertung der Fundstellen für das Wort in diesem mittelniederdeutschen Dokument „eine Öffnung, eine Vertiefung, ein Loch“ bedeutet. Die Lohnregister ergeben weiterhin, dass sich dort in den 1480er und 1490er Jahren ein Turm mit einem beheizbaren Raum befand. Für das Jahr 1483 ist außerdem ein Bienenzaun („immestede“) nachgewiesen.

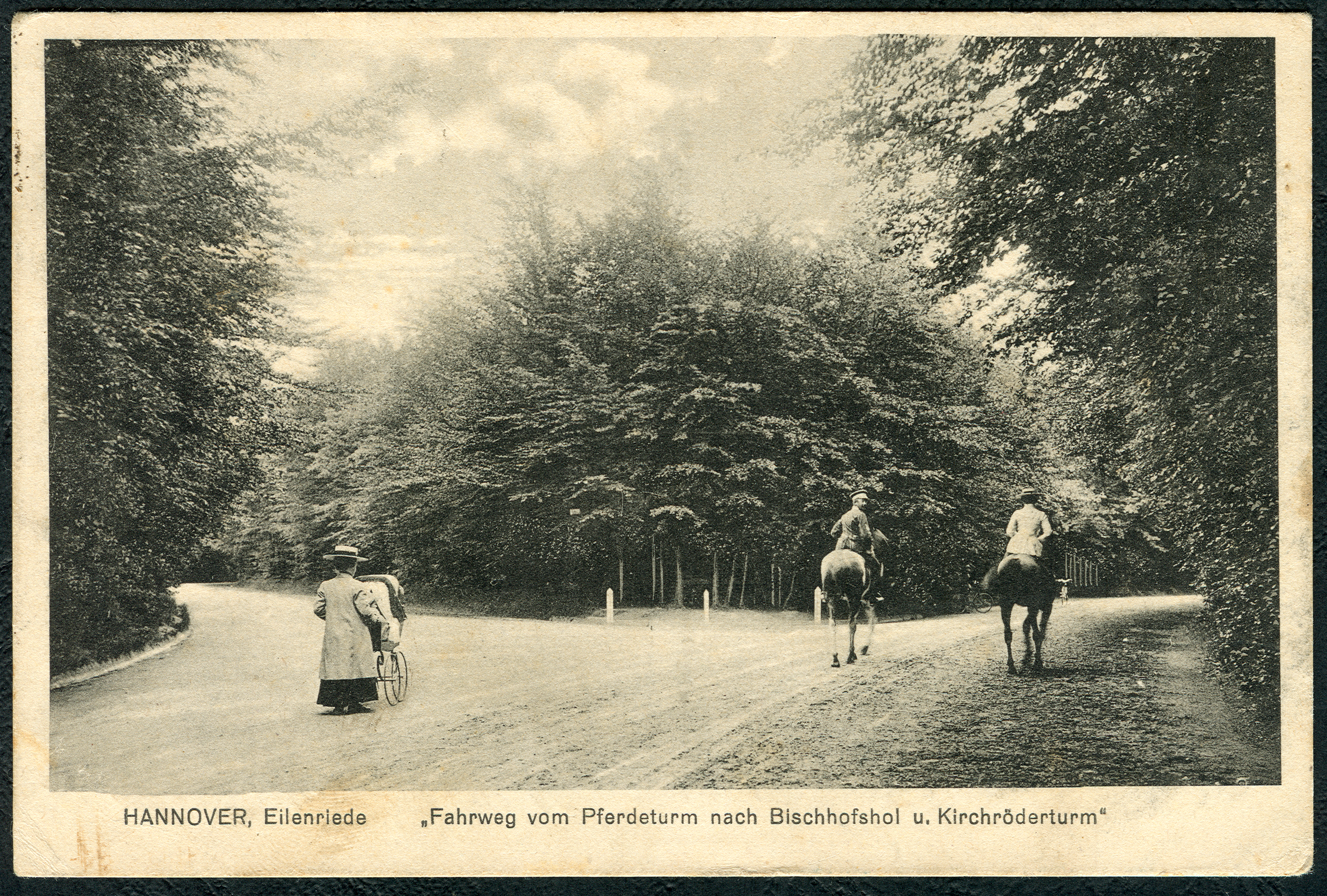
„Fahrweg vom Pferdeturm nach Bischofshol u. Kirchröderturm“; zu Fuß oder zu Pferde durch die Eilenriede;
Ansichtskarte Nr. 192 der Norddeutschen Papier-Industrie, Lichtdruck, um 1900

Ab dem 17. Jahrhundert betrieb der jeweilige Turmwärter einen kleinen Ausschank. Die Altstadt Hannovers hatte 1681 von Herzog Ernst August das Privileg erhalten, in der Eilenriede Wirtshäuser zu betreiben, woraufhin als erstes dasjenige in Bischofshol eingerichtet wurde und so, zusammen mit einem weiteren Haus am Schiffgraben, den Anfang der Ausflugslokale in Hannovers Umgebung machte. Als Johann Heinrich Redecker seine Historischen Collectanea in den 1720er Jahren verfasste, gab es den Wehrturm nicht mehr; das noch vorhandene Warthaus wurde laut dem hannoverschen Corpus bonorum civitatis als Holzwärterwohnung benutzt. In den späten 1760er Jahren wurden ein Gebäude für den Forstaufseher und eine Waldwirtschaft aus Fachwerk errichtet. Später kam ein Kaffeegarten hinzu. Mit dem Aufschwung der Naherholung im späten 19. Jahrhundert wurde Bischofshol zu einem beliebten Ausflugsziel für Spaziergänger, von denen viele mit der Straßenbahn nach Kleefeld gefahren waren. Als Pächter ist ab 1871 Heinrich Christian Abbenthern nachgewiesen, der zuvor für die königliche Münze Hannovers gearbeitet hatte und 1888 starb. Die Gründungsdirektorin der hannoverschen Volkshochschule, Ada Lessing, wuchs in der Waldwirtschaft auf, nachdem ihr Vater Bodo Abbenthern 1890 deren Betrieb übernommen hatte.
Bischofshol liegt etwas östlich des 1950 eingeweihten Messeschnellwegs. Zu dessen kreuzungsfreiem Ausbau wurde der nahegelegene, von der Bult nach Kirchrode führende Bischofsholer Damm in den 1960er Jahren zu einer Hochstraße aufgeständert und die baufällige Waldwirtschaft 1967/68 abgebrochen. Die Gaststätte wurde kurz darauf von den Architekten Peter Hübotter und Partner neu errichtet; die Fassade wurde mit Holz verschalt und so in die Umgebung eingepasst. Zur Gaststätte kam ein Hotel dazu. Im Zuge der Erweiterung der Stadtbahn Hannover um den Ast D-Süd in den 1990er Jahren wurde die Hochstraße des Bischofsholer Damms erweitert und ist dadurch nah an die Gaststätte herangerückt, die im Sommer auch im Freien bewirtschaftet wird. Im Jahr 2000 wurde der Gebäudekomplex renoviert und erweitert.
Der Sportverein SV Arminia Hannover hat sein Stadion für Fußballheimspiele unweit der Gaststätte westlich des Messeschnellwegs am Bischofsholer Damm. Die Spieler der Fußballmannschaft werden auch als „die Bischofsholer“ bezeichnet.

## Belege
1. ↑  Arnold Nöldeke: Die Kunstdenkmäler der Provinz Hannover. Teil 1: Regierungsbezirk Hannover. Hefte 1 und 2: Stadt Hannover. Schulze, Hannover 1932, S. 66. Bei anderen Autoren heißt es ohne Nachweise, der Turm sei bereits 1361 errichtet worden; Eva Benz-Rababah: Eilenriede. In: Stadtlexikon Hannover. Von den Anfängen bis in die Gegenwart. Schlüter, Hannover 2009, S. 149–151, hier S. 151; Klaus Mlynek, Waldemar R. Röhrbein (Hrsg.) unter Mitarbeit von Dieter Brosius, Carl-Hans Hauptmeyer, Siegfried Müller und Helmut Plath: Hannover Chronik. Von den Anfängen bis zur Gegenwart. Zahlen · Daten · Fakten. Schlüter, Hannover 1991, S. 25.
2. ↑  Hans Werner Dannowski: Hannover – weit von nah. In Stadtteilen unterwegs. Schlüter, Hannover 2002, S. 145.
3. ↑  Waldemar Bahrdt: Geschichte der Reformation der Stadt Hannover. Hahn, Hannover 1891, S. 50, Fn. 1. Siehe M. David Meiers, Vormahls berühmten Theologi, und Predigers an der St. Georgen- und Jacobi-Kirchen in Hanover, Kurtzgefaste Nachricht von der Christlichen Reformation In Kirchen und Schulen Der Alten-Stadt Hanover. Förster, Hannover 1733, Kapitel „Kurtzer Historischer Bericht Von der Aenderung der Religion Nach der Augspurgischen Confeßion in der Löblichen Stadt Hanover“, S. 38 und Christian Ludwig Albrecht Patje: Wie war Hannover? Oder Fragmente von dem vormaligen Zustande der Residenz-Stadt Hannover. Hahn, Hannover 1817, S. 32.
4. ↑  Hector Wilhelm Heinrich Mithoff: Ergebnisse aus mittelalterlichen Lohnregistern der Stadt Hannover. Teil IV. In: Zeitschrift des historischen Vereins für Niedersachsen. Band 35, 1869, S. 153–234, hier S. 205 und S. 219.
5. ↑  Waldemar Röhrbein: Bischofshol. In: Stadtlexikon Hannover. Von den Anfängen bis in die Gegenwart. Schlüter, Hannover 2009, S. 68. So auch schon Wilhelm Lohmann: Geschichts-Abriß und topographisches Gemälde der königlichen Haupt- und Residenz-Stadt Hannover. Helwing, Hannover 1818, S. 193; Wilhelm Havemann: Geschichte der Lande Braunschweig und Lüneburg. Band 2. Dieterich, Göttingen 1855, S. 190, Fn. 2.
6. ↑  Hector Wilhelm Heinrich Mithoff: Ergebnisse aus mittelalterlichen Lohnregistern der Stadt Hannover. Teil IV. In: Zeitschrift des historischen Vereins für Niedersachsen. Band 35, 1869, S. 153–234, hier S. 219.
7. ↑  Hector Wilhelm Heinrich Mithoff: Ergebnisse aus mittelalterlichen Lohnregistern der Stadt Hannover. Teil IV. In: Zeitschrift des historischen Vereins für Niedersachsen. Band 35, 1869, S. 153–234, hier S. 221.
8. ↑  Carl-Hans Hauptmeyer: Die Residenzstadt. In: Klaus Mlynek, Waldemar Röhrbein (Hrsg.): Geschichte der Stadt Hannover. Band 1: Von den Anfängen bis zum Beginn des 19. Jahrhunderts. Schlüter, Hannover 1992, S. 137–264, hier S. 170.
9. ↑  Arnold Nöldeke: Die Kunstdenkmäler der Provinz Hannover. Teil 1: Regierungsbezirk Hannover. Hefte 1 und 2: Stadt Hannover. Schulze, Hannover 1932, S. 66.
10. ↑  Waldemar Röhrbein: Bischofshol. In: Stadtlexikon Hannover. Von den Anfängen bis in die Gegenwart. Schlüter, Hannover 2009, S. 68. An anderer Stelle wird für die Eröffnung der Waldwirtschaft das Jahr 1797 angegeben; Eva Benz-Rababah: Eilenriede. In: ebda., S. 149–151, hier S. 151.
11. ↑  Waldemar Röhrbein: Bischofshol. In: Stadtlexikon Hannover. Von den Anfängen bis in die Gegenwart. Schlüter, Hannover 2009, S. 68.
12. ↑  Johannes Kretzschmar: Die königliche Münze zu Hannover. In: Zeitschrift des Historischen Vereins für Niedersachsen. Band 67, 1902, S. 4–63, hier S. 53.
13. ↑  Hugo Thielen: Lessing, (1) Ada. In: Stadtlexikon Hannover. Von den Anfängen bis in die Gegenwart. Schlüter, Hannover 2009, S. 401; Jörg Wollenberg: „14 Jahre Volkshochschularbeit … das lasse ich nicht aus der Geschichte Hannovers löschen.“ Ada Lessing als Geschäftsführerin der VHS Hannover 1919–1933. In: Paul Ciupke, Karin Derichs-Kunstmann (Hrsg.): Zwischen Emanzipation und „besonderer Kulturaufgabe der Frau“ (= Frauenbildung in der Geschichte der Erwachsenenbildung. Band 13). Klartext, Essen 2001, S. 133–148, hier S. 137. Bodo Abbenthern als Pächter von Bischofshol erwähnt auch Georg Schnath: Das alte Haus: Erinnerungen an eine hannoversche Jugendzeit, 1898–1916. Hahn, Hannover 1998, S. 149.
14. ↑  Waldemar Röhrbein: Bischofshol. In: Stadtlexikon Hannover. Von den Anfängen bis in die Gegenwart. Schlüter, Hannover 2009, S. 68.
15. ↑  Eva Benz-Rababah: Eilenriede. In: Stadtlexikon Hannover. Von den Anfängen bis in die Gegenwart. Schlüter, Hannover 2009, S. 149–151, hier S. 151.
16. ↑  Christian Wolter: Zur Geschichte der Fussballstadien in Hannover. In: Hannoversche Geschichtsblätter. Neue Folge. Band 60, 2006, S. 5–52, hier S. 20–23.

Koordinaten: 52° 21′ 34,5″ N, 9° 47′ 7,8″ O